# Ciríaco
Ciríaco är en kommun i Brasilien.   Den ligger i delstaten Rio Grande do Sul, i den södra delen av landet, 1 500 km söder om huvudstaden Brasília. Antalet invånare är 4 922.
I omgivningarna runt Ciríaco växer huvudsakligen savannskog. Runt Ciríaco är det ganska glesbefolkat, med 26 invånare per kvadratkilometer.